# Талалай, Михаил Григорьевич
Михаи́л Григо́рьевич Талала́й (род. 30 октября 1956, Ленинград) — российский историк, литератор, исследователь русского зарубежья. Область научных интересов: петербурговедение, итальянистика, русское зарубежье, православие.

## Биография
Родился в 1956 году в Ленинграде, в 1973 году окончил с золотой медалью школу № 248 с углубленным изучением английского языка.
В 1979 году закончил Технологический институт им. Ленсовета, работал инженером в сфере водоподготовки котельных, автор ряда изобретений (Наградной знак «Изобретатель СССР»), участник ВДНХ (Золотая медаль «За успехи в народном хозяйстве СССР»). В 1981—1987 гг., окончив курсы гидов-переводчиков, работал в иностранном отделении ЛО АН СССР и в Бюро международного туризма «Спутник».
С 1985 года публиковался в Самиздате, с 1986 участник общественного эколого-культурного движения за спасение памятников, в 1987 году был организатором митингов протеста против сноса городской исторической застройки. Один из организаторов и ведущих Митинга памяти жертв репрессий 14 июня 1988 г., который считается неформальным днем основания ленинградского общества «Мемориал». В 1987 основал и курировал в рамках Фонда культуры одну из первых в СССР легальных библиотек Самиздата.
В 1987-91 годах работал в Ленинградском отделении Советского фонда культуры (отдел охраны памятников). Возглавлял «Совет по экологи культуры», объединивший десятки инициатив в области защиты культурного наследия, издавал машинописный «Вестник Совета ЭК».
Первым перевел роман И. Флеминга «Из России с любовью» (сначала для самиздата, а затем для журнала «Аврора», под псевдонимом «Н. Пищулин»)
С 1992/93 гг. живёт в Италии, во Флоренции, Неаполе и Милане.
В 1994—2000 гг. постоянный корреспондент еженедельника «Русская мысль», в 2000—2010 гг. постоянный корреспондент «Радио Свобода».
В 1996—2001 годах учился в заочной аспирантуре Института всеобщей истории Российской Академии Наук.
В мае 2002 г. защитил кандидатскую диссертацию «Русская Православная Церковь в Италии с начала XIX века до 1917 года»

## Научная карьера
Кандидат исторических наук;
Ассоциированный сотрудник Института всеобщей истории Российской Академии Наук;
В 2012 г. стипендиат Фонда «Эрмитаж-Италия»;
Лауреат Макарьевской премии 2013 г.;
2013—2014 доцент-преподаватель русского языка в Инсубрийском университете, г. Комо
Член научного комитета Центра амальфитанской истории и культуры (Centro di Cultura e Storia Amalfitanan).
Член научного комитета Ассоциации «Вместе ради Афона» (Insieme per l’Athos).
Вице-президент Ассоциации «Русская Апулия — Puglia dei Russi».
Член Русского генеалогического общества.
Член научного комитета журнала «Viaggiatori» (с марта 2018)
В 2022 году был избран членом Совета Международного научно-исследовательского центра П. П. Муратова.

## Общественная деятельность
Заведующий культурными инициативами Патриаршего Подворья в Бари.
В 1994—2000 годы секретарь приходского совета русской церкви Рождества Христова и Николая Чудотворца во Флоренции;
C 2002 года секретарь приходского совета русской церкви св. ап. Андрея Первозванного (Московский Патриархат) в Неаполе, с 2007 года действующей в старинном храме братства Божией Матери «Благого Успения».
Член Императорского православного палестинского общества (ИППО).

## Научные интересы
История Русской Церкви в зарубежье, история русской эмиграции, история Петербурга.
По заказу четырёх крупных, специализированных итальянских издательств его трудами переведены на русский язык десятки путеводителей по туристическим городам Италии и Европы.
Сосредоточил свои исследовательские усилия на теме русского присутствия в Италии, разрабатывая историко-культурное понятие «Русская Италия». Выступил основателем и куратором книжных серий «Русский Афон» (издательство «Индрик») и «Русская Италия» (издательство «Старая Басманная»).
Занимается изысканиями, посвященными русской эмиграции в Италии, истории православной церкви в Италии, российскому некрополю в этой стране и т. д. Автор ряда монографий и многочисленных статей в российских и итальянских периодических изданиях. Автор ряда статей Православной энциклопедии.
Много путешествовал, впечатления от поездок стали материалом для его журналистских работ — в российских газетах, на «Радио Свобода», на сайтах. Издал несколько книг.

## Награды
- Диплом Дома Русского Зарубежья им. А. Солженицына «За сохранение русской культуры в Италии» (2013)
- Юбилейная медаль «1000-летие преставления святого равноапостольного князя Владимира» (медаль РПЦ; 2015)[23]
- Медаль «За заслуги в увековечении памяти погибших защитников Отечества» (2020)[24]